# Тогрул III
Тогрул III (*1169 — 1194) — останній султан Іраку в 1176—1189 та 1191—1194 роках. Повне ім'я — Рукн аль-Даула ад-Дін Тогрул ібн Арслан-шах.

## Життєпис

### Перше володарювання
Походив з династії Сельджукидів. Син Арслан-шаха, султана Іраку. Народився у 1169 році. Після смерті батька у 1176 році оголошено новим володарем Іраку Сельджуків. Втім фактична влада була зосереджена в еміра Мухаммеда Джахана Пахлавана ібн Іль-Дегіза, який панував в султанаті ще за попереднього султана. Пахлаван зосередив у своїх руках всю владу в державі. Він був сильним правителем. Завдяки цьому протягом 10 років він забезпечував безпеку і добробут Іракського султанату, частково відновивши його потугу. Тогрул III фактично не брав участі в керуванні через малий вік.
Пахлаван помер в 1187 року, перед тим призначив сина Абу-Бакра еміром Азербайджану і Аррана. Рей, Ісфахан, а також частина території власне Персії він віддав іншим синам — Інанч Махмуду і Емірану Омару, Гамадан — Озбегу. При цьому він заповідав своїм синам коритися їх стрийкові — Кизил Арслана і ніколи не виступати проти султана Тогрула III. Останній опинився в складній ситуації, оскільки султанат фактично було поділено його емірами Ільдегізідами.
1188 року між Кизил Арсланом і халіфом ан-Насіром було досягнуто згоди про спільні дії з метою усунення султана Тогрула III і ліквідації сельджукської держави на території арбаського і аджемського Іраку. В свою чергу султан Тогрул III відправив до Багдаду посла з проханням стосовно відновлення в місті сельджуцького палацу. У відповідь ан-Насір зрівняв залишки палацу із землею і вислав 15 тис. вояків під командуванням візира Джалал ад-Діна Убейдаллаха ібн Юнуса проти султана.
Тогрул III у запеклій битві розбив у 1188 році халіфську армію при Дай-Марджі поблизу Гамадану, захопивши у полон візира халіфа. Втім це виявилося пірровою перемогою, оскільки султанське військо практично було знищено. наприкінці 1188 року Кизил-Арслан підійшов до Гамдану, який султан здав без бою. Він відступив до Аррану, в регіон озера Урмія. Тут він намагався отримати допомогу від Салах ад-Діна, султана Єгипту, і навіть відправив до Багдада як заручника одного зі своїх молодших синів. В цей час Тогрула III оголосили поваленим, а замість нього поставили на трон стрийєчного брата Тогрула III — Санджара II.
В цей час Тогрул III з'єднався з військами Хасана Кифчака, намісника Азербайджан, на дочці якого був одружений. Тепер у розпорядженні султана було близько 50 тисяч вояків. Проте він зазнав поразки від Килич Арслана. Зрештою султан був змушений здатися в полон і був ув'язнений у фортецю Кюхран під Тебрізом.

### Друге володарювання
Після смерті Кизил Арслана у 1191 році Тогрул III втік з в'язниці. Абу-Бекір бін Пахлаван Ільдегізід, емір Аррану і Азербайджану, організував переслідування колишнього султана. Біля Рея Абу-Бекір об'єднався з своїми братом Аміром Аміраном Умаром. В цей час султан Тогрул III підійшов до Казвіну, намісник якого приєднався до колишнього султана. Після цього біля Казвіна відбулася битва з Ільдегізідами, в якій Тогрул III здобув рішучу перемогу над братом Аба-Бакра — Кутлуг-Інанч Махмудом. За цим було захоплено Гамадан й відновлено Тогрула III на троні.
Кутлуг-Інанч Махмуд втік до хорезмшаха Ала ад-Діна Текіша, підбуривши того до війни з Іракським султанатом. Війська Хорезму захопили Рей та північо-східну Персію. У 1192-1193 роках вів війни проти Тамари, цариці Грузії, війська якої вдерлися до Південного Азербайджану, захопивши місто Тебриз і Ардебіль. Водночас доводилося придушувати повстання емірів.
Навесні 1194 року Тогрулу III вдалося звільнити місто Рей від військ хорезмшаха. Незабаром після цього він отримав листа від командуючого військами хорезмшаха, який пропонував султану добровільно залишити місто і таким чином зберегти собі життя. Проте султан Іраку вирішив дати бій. Коли війська хорезмшаха підійшли до Рею, він вивів війська з міста і рушив на супротивника. Але лише 60 осіб з особистої охорони султана пішли за ним в атаку. Воєначальники Тугрул не вірили в успіх битви і не рушили з місця. Тогрула III був убитий на полі бою. Хорезмшах Текіш велів відрубати голову султана і відправити її до Багдаду. Більшість земель Іракського султанату увійшли до складу Держави Хорезмшахів.